# Kreuzberg
 For alternative betydninger, se Kreuzberg (Rhön).
Kreuzberg er en bydel (tysk: Ortsteil) i Friedrichshain-Kreuzberg-distriktet (tysk: Bezirk) i Berlin, Tyskland. Kreuzberg har et areal på 10,38 km2 og et befolkningstal på 153.135 (2020). Bydelen har dermed en befolkningstæthed på 14.753 indbyggere pr. km2. 
Kreuzberg har bydelsnummeret 0202.
Før Berlinmurens fald i 1989 var Kreuzberg i en isoleret position, idet bydelens østlige del næsten var totalt omsluttet af muren. I bydelens vestlige del var den kendte grænseovergang Checkpoint Charlie placeret. Dengang som nu var Kreuzberg kendt for sine mange tyrkiske immigranter. Siden murens fald er Kreuzberg dog blevet mindre domineret af tyrkere, som følge af stigende boligpriser grundet bydelens placering tæt på Mitte. Mange af de tyrkiske immigranter er flyttet til andre steder i byen, bl.a. andre områder i det tidligere Østberlin.
I 1999 havde 49.010 ud af områdets dengang 146.884 indbyggere ikke tysk statsborgerskab. Kvarterer som Bergmann Kiez og Wrangel Kiez domineres dog af studerende og yngre mennesker, mens gaderne i særligt de østlige dele af Kreuzberg har et særligt, nærmest orientalsk præg over sig. Mange af gaderne, f.eks. Oranienstraße, rummer mange barer og restauranter med mad fra det meste af verden. Kreuzberg har også skønne grønne områder som Viktoriapark og Görlitzer Park.

## Historie
I modsætning til mange andre bydele og distrikter i Berlin, der var landsbyer før de blev en del af hovedstaden, har Kreuzberg en relativt kort historie. Bydelen blev grundlagt i 1820 og har sit navn fra en 66 m høj bakke, der endnu befinder sig i området. Bakken var længe kendt som Tempelhofer Berg, da den lå lige ved landsbyen Tempelhof. I 1821 blev der på bakken opsat et mindesmærke over Napoleonskrigene. Da mindesmærket havde form som et kirkespir, blev bakken fremover kaldt Kreuzberg (dansk: "Korsbjerget"). Landwehrkanal, som går gennem bydelen, blev anlagt 1845-1850 som en udløber syd for Spree.
Bydelen voksede som følge af industrialiseringsbølgen i 1860'erne og var langt op i det 20. århundrede den indbyggermæssigt største bydel i Berlin – selv om den geografisk var den mindste. Da der boede flest, havde Kreuzberg 400.000 indbyggere. Grundet sit lille areal, var Kreuzberg således det mest befolkningstætte område med mere end 60.000 indbyggere pr. km². Industrien satte også sit præg på bydelen, bl.a. rummede gader som Kochstraße og Ritterstraße mange virksomheder. Mange af Tysklands store aviser og forlag holdt også til i Kreuzberg, bl.a. udgiveren af Berliner Zeitung, Axel Springer Verlag. 
Efter 2. verdenskrig blev huslejepriserne reguleret ved lov, hvilket gjorde investeringer i området uinteressante. Resultatet blev billige boliger af lav standard. Efter genforeningen er priserne steget, og beboersammensætning er blevet langt mere varieret. I dag har Kreuzberg en af de yngste befolkninger sammenlignet med områder i andre af Europas storbyer. Som en af konsekvenserne af områdets sociale problemer, var Kreuzberg fra slutningen af 1980'erne og frem til midten af 1990'erne hjemsted for den overvejende kurdiske og tyrkisk-tyske indvandrerbande 36 Boys.
I forbindelse med en administrativ reform i 2001 blev Kreuzberg lagt sammen med Friedrichshain i det nye distrikt Friedrichshain-Kreuzberg. Det vakte forundring, idet de to områder kun er forbundet med én bro over Spree, Oberbaumbrücke.
52°29′N 13°23′Ø / 52.483°N 13.383°Ø